# Miraflores (Lima)
Het district Miraflores is een van de 43 districten van de hoofdstedelijke provincie Lima in Peru. Het grenst in het noorden aan de districten San Isidro en Surquillo, in het oosten aan de districten Surquillo en Santiago de Surco, in het zuiden aan de districten Barranco en Santiago de Surco, en in het westen aan de Grote Oceaan.

## Geschiedenis
Miraflores werd opgericht op 2 januari 1857. Na de Salpeteroorlog kreeg Miraflores de bijnaam Ciudad Heroica (Heldenstad).

## Cultuur
Het district is ook een cultureel centrum met theaters, bioscoop en kunstgaleries. Ook is er een uit kleisteen bestaande pre-Inca tempel te vinden, genaamd Huaca Pucllana, een van de archeologische vindplaatsen in Lima.

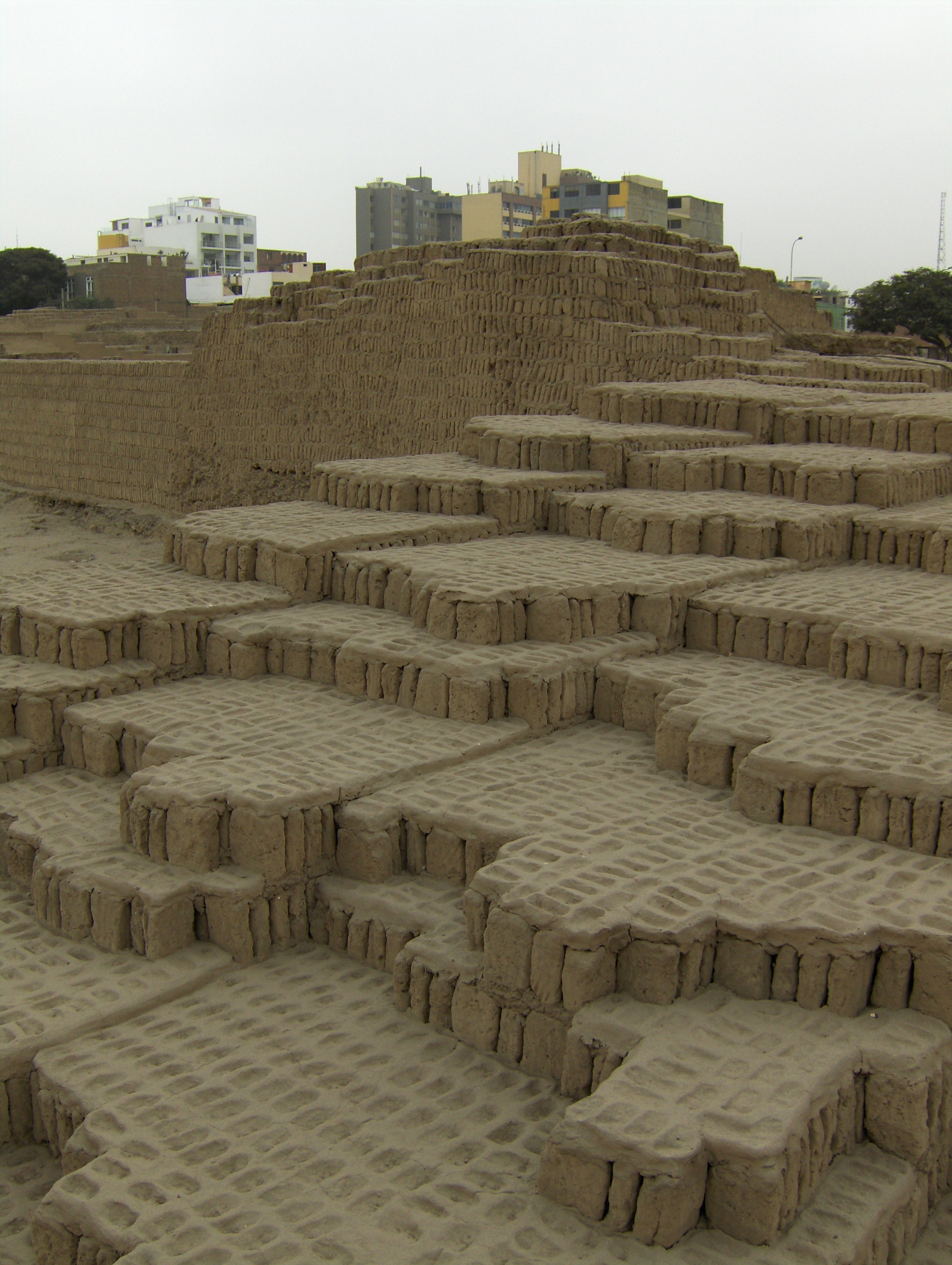
Huaca Pucllana, een pre-Inca ruïne in Miraflores

## Bestuurlijke indeling
Het district is een onderdeel van de provincie Lima in de gelijknamige regio van Peru en maakt deel uit van de metropool Lima Metropolitana.